# ウェスタン・ハイライト
『ウェスタン・ハイライト』(Western Hi-Lite) は、ジミー時田とマウンテン・プレイボーイズのアルバム。
前2作は西部劇の主題歌集だったが、本作では本格的にカントリー・ナンバーに取り組んでいる。

## 収録曲
Side 1
1. ユー・アー・マイ・サンシャイン - You Are My Sunshine
2. ア・フール・サッチ・アズ・アイ - A Fool Such As I
3. ライダーズ・イン・ザ・スカイ (空かける勇者) - Riders in the Sky
4. クール・ウォーター - Cool Water
5. ブラック・マウンテン・ラグ - Black Mountain Rag

Side 2
1. ジャンバラヤ - Jambalaya
2. タンブリング・タンブルウィーズ - Tumbling Tumbleweeds
3. カウライジャ - Kaw-Liga
4. レッド・リヴァー・ヴァリー - Red River Valley
5. テネシー・ワルツ - Tennessee Waltz

## パーソネル
ジミー時田とマウンテン・プレイボーイズ
- ジミー時田 (ヴォーカル、ギター)
- 碇矢長一 (ベース)
- 藤井三雄 (スティール・ギター)
- 寺内タケシ (エレクトリック・ギター、バンジョー)
- 吉田一男 (ヴォーカル、ギター)
- 宮城久弥 (フィドル)